# Долга Брда
Долга Брда (словен. Dolga Brda) — поселення в общині Превалє, Регіон Корошка, Словенія. Висота над рівнем моря: 535,9 м.